# Nino Nanetti
Nino Nanetti (Bolonia, 29 de abril de 1906 - Santander, 19 de julio de 1937) fue un comunista italiano, comandante de milicias durante la guerra civil española. Fue dirigente de las Juventudes Social-Comunistas italianas. 

## Biografía
Nacido en Bolonia en 1906, fue obrero metalúrgico de profesión. Hacia 1923, cuando se produjo la llamada «marcha sobre Roma», Nanetti militaba en el movimiento socialista y mantenía una gran actividad en la clandestinidad. Con posterioridad, tras la instauración de la dictadura fascista en Italia, evolucionaría hacia el comunismo. Detenido por las nuevas autoridades fascistas, pasó algún tiempo en prisión; a su salida de la cárcel, se marchó a Francia.

### Guerra civil española
Tras el estallido de la Guerra civil en España marchó hacia el país ibérico, llegando a Barcelona hacia mediados de julio de 1936. En las primeras semanas de la guerra civil estuvo en el frente de Aragón, llegando a dirigir la centuria «Gastote Sozzi» que actuó en el sector de Huesca. Estuvo luego en París, ayudando en la inscripción de voluntarios para las Brigadas Internacionales, pasando luego a Albacete, en donde eran instruidas. Con posterioridad recibió el mando de varias unidades.
El 31 de diciembre de 1936 sustituyó a Luis Barceló, herido, al mando de la 35.ª Brigada Mixta, que estaba situada entre Valdemorillo y Villafranca del Castillo; participó en la Tercera batalla de la carretera de La Coruña (del 3 al 11 de enero de 1937), donde tuvo una actuación destacada. El 13 de marzo de 1937 sustituyó al coronel Víctor Lacalle como jefe de la 12.ª División, participando en la Batalla de Guadalajara. A mediados de mayo tiene que dejar su puesto en la 12.ª División al ser enviado al Frente Norte.
En el Norte, tras varios días sin mando al parecer por cierta oposición de los políticos vascos, acaba dirigiendo la 6.ª Brigada vasca desde mediados de junio, participando en la defensa de Bilbao. Tras la caída de la ciudad el 19 de junio, sustituye al mayor Manuel Cristóbal Errandonea como jefe de la 2.ª División vasca. Fue herido en Zalla el 21 de junio, siendo evacuado al hospital de Santander, donde murió a causa de sus heridas el 19 de julio de 1937.